# عصابة القناع الأسود
عصابة القناع الأسود أو(بالإنجليزية: Beagle Boys)‏ هي مجموعة من الشخصيات الخيالية من مدينة البط الخيالية. التي ابتكرها كارل باركس، هم عصابة من المجرمين الذين يحاولون باستمرار سرقة العم دهب. كان مقدمة وأول ظهور لهم في قصة Terror of the Beagle Boys أو (إرهاب عصابة القناع الأسود) ، في قصة والت ديزني Walt Disney's Comics and Stories رقم 134، إلا أن ظهورهم في هذه القصة كان في الإطار الأخير ولم تكن لهم عبارات في الحوار. ويظهرون مرة أخرى في العدد القادم بطريقة مماثلة، وهي قصة The Big Bin on Killmotor Hill. أما أول مرة يحصلون فيها على دور أكثر بروزا، فكان في قصة لاحقة فقط وهي Only a Poor Old Man.

## وصلة خارجية
- Virtual journey in the Beagle Boys' hut